# 法里達巴德縣
法里達巴德縣（英語：Faridabad district）是印度的一個縣，位於該國北部，由哈里亞納邦負責管轄，面積2,151平方公里，識字率為83%，2001年人口1,798,954，人口密度每平方公里836人。

## 外部連結
- Faridabad district website* （页面存档备份，存于）